# Кошицький тролейбус
Кошицький тролейбус — тролейбусна мережа в місті Кошиці в Словаччині. Відкрита 27 вересня 1993 року. На початок XXI сторіччя налічує 2 маршрути та 1 депо.
Експлуатуюча організація Dopravným podnikom mesta Košice, a.s.

## Лінії

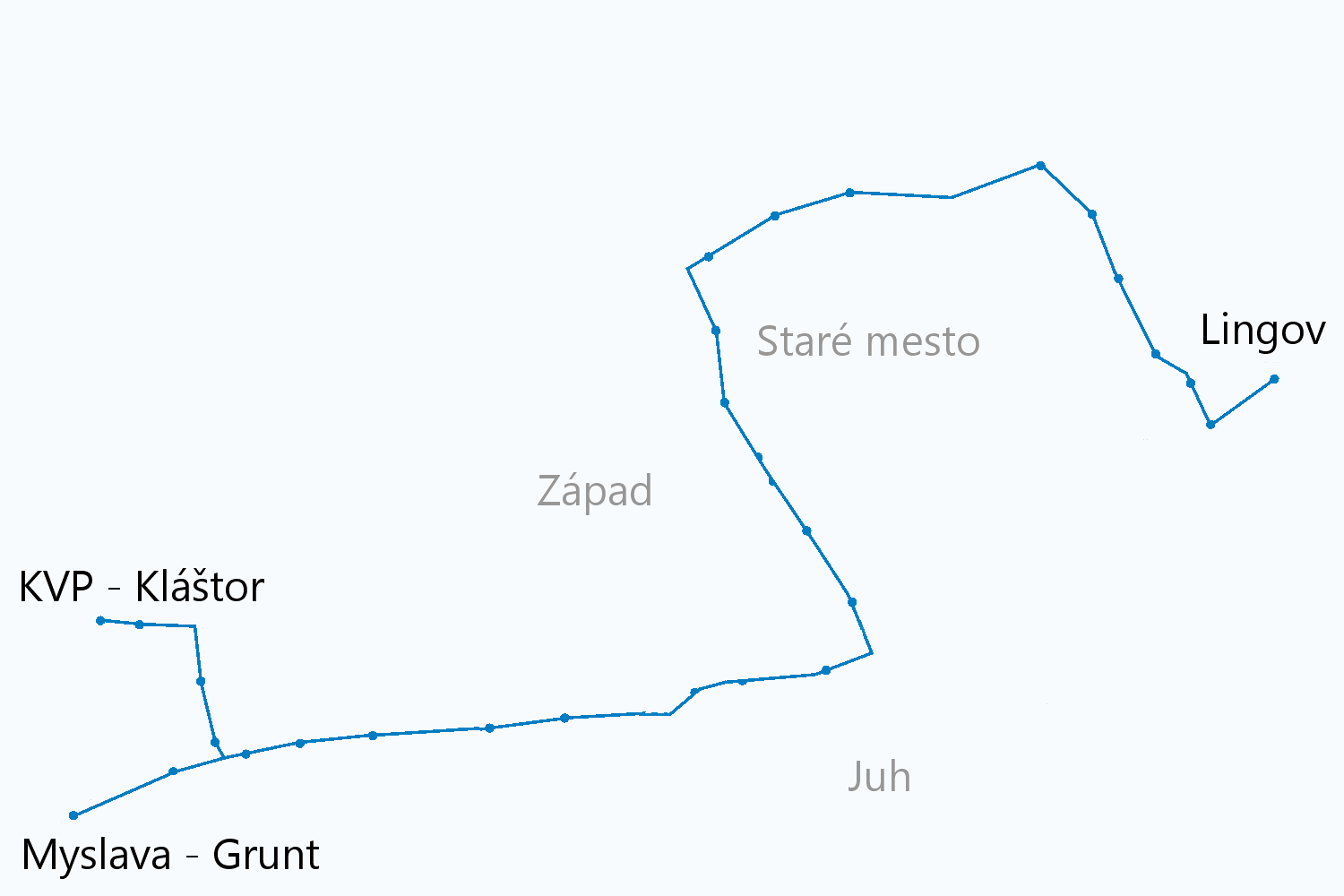
Мапа тролейбусних маршрутів міста

У Кошицях діє дві тролейбусні лінії загальною довжиною 25,1 км:
- 71: Lingov — Námestie osloboditeľov — Magistát mesta Košice — KVP, kláštor
- 72: Lingov — Námestie osloboditeľov — Magistát mesta Košice — Grunt

## Рухомий склад

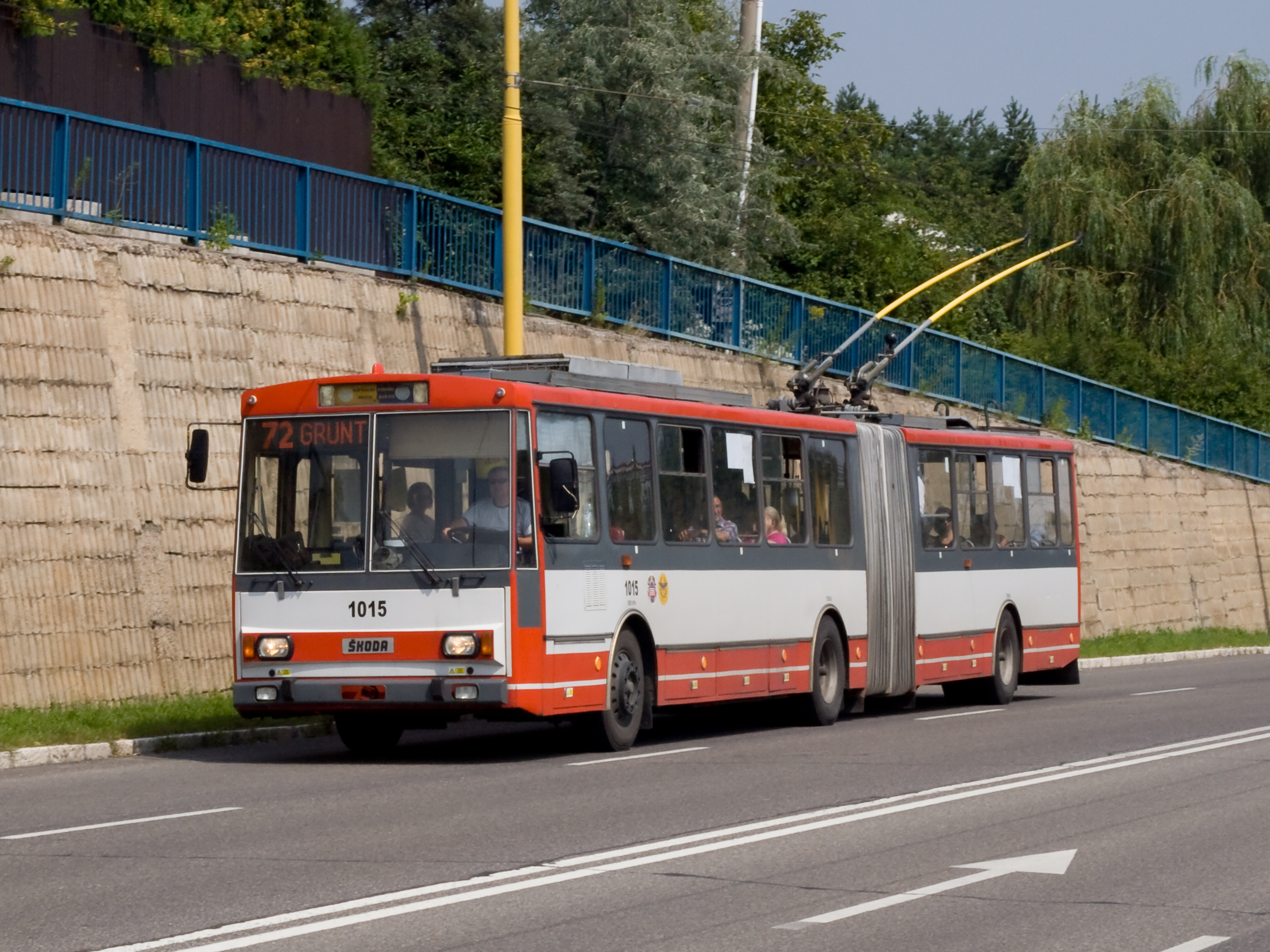
Тролейбус Škoda 15Tr

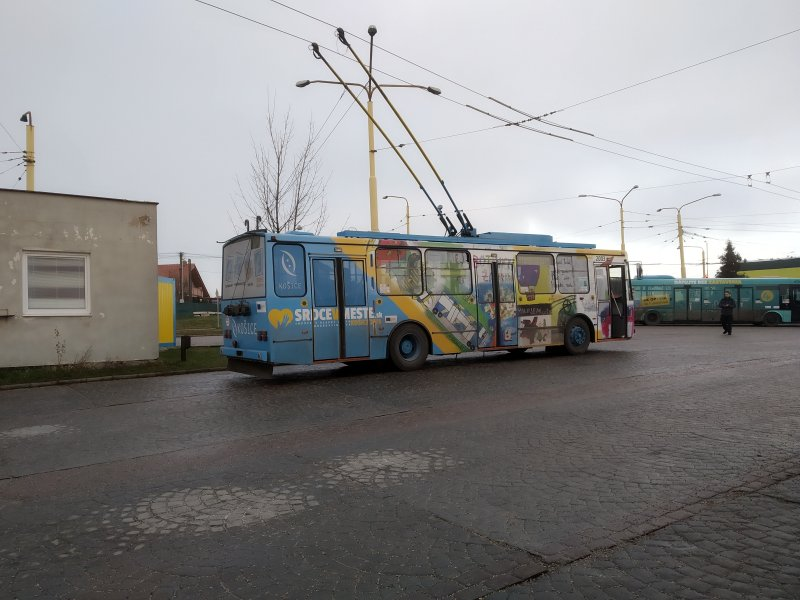
Тролейбус Škoda 14TrM

На 2012 рік було задіяно 27 тролейбусів:
- Škoda 15Tr — 20 тролейбусів
- Škoda 14Tr — 7 тролейбусів